# ديفيد جي. فيكتور
ديفيد جي. فيكتور (بالإنجليزية: David G. Victor) هو عالم سياسة أمريكي، ولد في 1965.